# 롤로노아 조로
본 문서의 이해를 돕기 위한 비자유 그림이 있습니다. 
링크의 파일을 직접 올려 주세요
롤로노아 조로(영어: Roronoa Zoro, 일본어: ロロノア・ゾロ 로로노아 조로[*])는 일본 만화 및 애니메이션 《원피스》(ONE PIECE)에 나오는 등장인물이다.

## 소개
루피의 첫 번째 동료로, 일당 내에서는 비공식적으로나마 부선장 역할을 한다. 담당 성우는 성인인 현재는 원어판이  나카이 카즈야, 한국어판이 김승준이며, 어린 시절은 원어판이 우라와 메구미, KBS판은 오수경, 투니버스판은 김율과 이수진(에피소드 오브 이스트 블루), 대원방송판은 조경이, 김도영, 곽규미가 맡았다. 검 3자루를 사용하는 삼도류 검사이며, 어렸을 때부터 힘을 키우기 위해 극한의 단련을 했다.

## 외모
1. 연녹색의 짧은머리, 홋카이도 지방에 서식하는 녹색 해조류인 '마리모(더빙판: 미역 머리, 선인장 머리, 수세미 머리, 잔디 머리 등)'를 닮았다.
2. 전투시 검녹색 두건을 착용하며, 보통때는 왼팔에 묶고 있음.
3. 미호크와의 첫 전투 중에 입은 상반신을 대각선으로 가로지르는 흉터가 있음.
4. 전투시 일본도 2자루(3대 귀철[KBS 더빙판 : 무림삼검]), 유바시리[KBS 더빙판 : 설검])(구), 흑도 슈스이(구), 명검 엔마)는 양손에 잡고 화도일문자[KBS 더빙판 : 천무보검]라는 검을 입에 물고 싸움.
5. 초록색의 복대를 착용. 등장할때부터 지금까지 계속 차고 있었다.
6. 잦은 웨이트 트레이닝으로 인한 근육질 몸매.
7. 왼쪽 귀에 삼도류(三刀流)를 상징하는 3개의 금 귀고리를 달았다.
8. 옷이 검도복으로 바뀌었다. 드레스로자 편부터는 검은 양복으로 바뀌었다. 조편부터는 다시 1부때의 옷이다. 와노쿠니 편에선 흰색 기모노로 바뀌었다.
9. (2년 후)왼쪽 눈에 상처가 생겼다.

## 검
- 화도일문자(和道一文字 : 직날을 가진 일본도)(KBS 더빙판 : 천무보검)

조로가 사용하는 검 중 가장 최초부터 가지고 있었던 검. 미호크와의 전투에서 유일하게 멀쩡히 남은 검. 명검 21자루 중 하나이며 가격으로 따지면 1천만 베리를 거뜬히 넘기는 검. 이 칼의 주인은 원래 故 쿠이나(KBS 더빙판 : 퀴나)였지만 계단에서 떨어져 죽은 이후 그녀의 아버지를 통해 조로에게 넘겨지게 된다. 다른 검은 바꾸더라도 이 검만은 바뀌지 않을 것으로 보인다. 조로의 의형제인 요삭은 이 검을 '백칠집의 명도(白漆執의 名刀)'라고 부른다. 이 검을 만든 장본인은 故 시모츠키 코자부로이다.
- 3대 귀철(三代 鬼鐵 : 귀철 일파의 3대 검)(KBS 더빙판 : 무림삼검)

조로가 로그 타운에서 입수한 칼. 로그 타운의 칼 가게의 주인인 잇폰마츠가 다른 잡다한 검들과 함께 구석에 처박아 놓은걸 조로가 발견했다. 정작 검의 가치에 대해선 잘 모르는 조로지만 이 검을 붙잡는 것만으로도 요기(妖氣)를 느끼고 이 칼이 요도(妖刀)라는 것을 알아챘다. 처음에는 잇폰마츠가 말렸지만 오히려 테스트로 인하여 유바시리(KBS 더빙판 : 설검)를 얻음. 유명한 검호들이 이 검을 찼다는 이유만으로 비극적인 죽임을 당했고 조로도 자기 의지에 상관없이 사람을 베는 이 검에 대해 조금씩은 놀라기도 한다. 화도일문자(KBS 더빙판 : 천무보검) 보다 아랫 계급의 칼이긴 하지만 칼날의 불길 무늬 덕에 비주얼은 훨씬 더 강하다. 이 검을 만든 장본인은 텐쿠야마 히데츠(코즈키 스키야키)이다.
- 유바시리(雪走 : 눈 폭풍)(KBS 더빙판 : 설검)

로그 타운의 칼 가게 주인인 잇폰마츠가 공짜로 선뜻 내준 칼. 잇폰마츠 집 안의 가보이자 양검 50자루 중 하나이다. 자루와 칼집에는 검은색으로 옻칠이 칠해져 깔끔한 모양새를 자랑하고 코등이와 자루의 뒷장식은 금빛으로 마무리되어 한눈에도 명검임을 알게 해준다. 물결날 소정자(小丁子: 작은 정향나무 열매가 이어져 있는 모양)로 표현되는 칼날은 깔끔하고 한 치의 흐트러짐도 없다. 에니에스 로비에서 로빈의 재탈환을 위해 출동한 200명의 대령과 중령들 중의 한 사람인 슈 대령의 녹녹 열매의 힘으로 인해 칼이 녹슬어 부서져버리고 조로의 3도류 중 가장 일찍 생을 마감한 검이 되었다.
- 흑도 슈스이(秋水 : 가을철의 맑은 물, 번쩍이는 칼날을 비유한 말)

화도일문자[KBS 더빙판 : 천무보검]와 마찬가지로 명검 21자루 중 하나이며 미호크의 요루(夜)와 마찬가지로 흑도(黑刀)이다. 슈스이의 칼날은 흑도란인 대역정자(黑刀亂刃 大逆丁字 : 칼날이 흑도로 되어 있으며 정향나무 열매가 불규칙하게 이어져 있는 듯한 모양), 좀비 검호 류마와의 싸움에서 이기고 조로가 차지했다. 와노쿠니 출신의 사무라이 킨에몬은 이 검을 '와노쿠니의 보물'이라고 부른다. 참고로 류마는 브룩의 그림자라서 살아있을 때보다 강하지 않았다. 그러니 진 것이 당연한 것이다. 현재 조로는 이 검을 반납하고 밑의 엔마를 사용하고 있다.
- 엔마(閻魔)

故 코즈키 오뎅이 사용했던  명검 중에 하나. 명검 21자루 중 하나이며, 유일하게 카이도의 몸에 상처를 낸 검이다. 이후, 오뎅이 죽은 후에 딸인 히요리에게 맡겨지게 된다. '와노쿠니의 보물'이라고 부른 흑도 슈스이를 엔마로 교체한다. 만든 장본인은 화도일문자(KBS 더빙판 : 천무보검)를 만든 故 시모츠키 코자부로이다. 엔마는 사용자의 패기를 맘대로 흡수하여 방출한다고 알려져있으며, 사용자가 이를 견디지 못하면, 목숨을 잃을 수도 있다고 한다. 그래서 일명 '지옥의 대왕'이라고도 부르기도 한다.

## 기술
처음에는 이도류(二刀流)였지만, 故 쿠이나(KBS 더빙판 : 퀴나)의 죽음 후 故 쿠이나(KBS 더빙판 : 퀴나)와의 약속인 '세계 최강의 검호'에의 길을 故 쿠이나(KBS 더빙판 : 퀴나)함께 한다는 의미에서  검 3개로 싸우는 삼도류(三刀流) 검사가 되었다. 보통 검 3자루를 들고 싸우면 체력 소모가 만만치 않지만 조로는 평소엔 서커스 수준의 웨이트 및 체력 단련 트레이닝을 하는 덕에 아주 죽을 때까지 싸우지 않는 이상은 어느 정도 오랫동안은 버틸 수 있다. 오히려 검 3개가 없으면 허전함을 느낄 정도이다. 일당 내에서 마찬가지로 검사인 브룩과 차이가 있다면 조로의 검은 파워가 강점이고, 브룩의 검은 스피드가 강점이다. 2년후, 현재는 조로가 2년 동안 수련을 통해 한 층 강화된 기술들이 많다.

### 무도류(無刀流)
- 진검. 칼날 잡기
  - 적이 휘두르는 칼을 맨손을 교차시켜 붙잡는 기술. 하지만 이 때 상디가 뒤에서 갑자기 머리를 차는 바람에 상대 검의 코등이에 머리를 박고 넘어지는 민망한 사태를 초래하고 말았다.[5]
- 드래곤 회오리치기
  - 칼 없이 맨 두손으로 자세만 잡고 쓰는 기술. 칼을 들고 회전하는 피클스의 공격을 되받아쳐 튕겨냈다.
- 흑승 빅 드래곤회오리치기
  - 극장판 필름 골드에서 사용한 기술. 칼 없이 맨 두손으로 자세만 잡고 쓰는 기술이지만, 위력이 한 층 더 강해진 드래곤회오리치기이다.[6]

### 일도류(一刀流)
- 발도. 사자의 노래(居合い 獅子歌歌)
  - 굉장히 빠른 기술로 칼을 뽑아 적을 치며 베어버리는 기술. 강철을 베어낼 정도의 위력을 발휘한다. 단순히 베어내는 것이 아니라 강철의 '호흡'을 느껴야 한다.

1. 사·사자의 노래(死·獅子歌歌) - 한층 강력해진 사자의 노래. 거대한 드래곤도 일도양단해 버렸다.
2. 흑도 사. 사자의 노래 - 극장판 필름 골드에서 사용한 기술. 무장색 패기를 싣은 상태에서 하는 사. 사자의 노래이다. 무장색 패기를 한 상태라 보통 사. 사자의 노래보다 더 강력하다.

- 36번뇌봉(36煩惱鳳)
  - 참격을 날리는 기술. 원거리 기술이기 때문에 검사의 단점인 거리를 극복해냈다.
- 비룡. 화염(飛龍 火炎)
  - 화도일문자(KBS 더빙판 : 천무보검) 를 손에 들고 베어내는 기술. 이 기술에 베인 적은 베인 부위가 발화되어 푸른 화염에 둘러싸이면서 소멸한다.
- 액항조(厄港鳥)
  - 귀철(KBS 더빙판 : 무림삼검)로 물을 가르며 참격처럼 물을 날리는 기술.

1. 염왕 액항조(閻王 厄港鳥) -  귀철(KBS 더빙판 : 무림삼검)에 무장색 & 패왕색 2개의 패기를 싣은 상태에서 쓰는 액항조. 무장색 & 패왕색 패기를 싣은 상태라 평소에 쓰는 액항조보다 위력이 더 강력하다.

- 대진감(大辰撼)[7]
  - 적에게 돌진하여 일도양단하는 기술. 적은 조로의 기백에 눌려 공격을 피할 수 없게 된다.
- 360번뇌봉(360煩惱鳳)
  - 36번뇌봉의 10배의 위력을 발휘하는 참격 기술.
- 마귀(馬鬼)
  - 검을 머리 위로 올린 후 위에서 아래로 베어버리는 기술. 이 기술로 피카 석상을 반 토막 내버렸다.
- 여우불류 화염가르기
  - 불을 베는 기술. 원래는 킨에몬의 기술 중 하나이지만, 조로가 이 기술을 살짝 훔쳐 사용했다.[8]

### 이도류(二刀流)
- 매의 파도(雕派)
  - 두 자루의 칼을 들고 몸을 회전시키며 사방의 적을 베어버리는 기술. 이때 나간 검풍(劍風)이 원거리의 적들까지도 무차별적으로 베어 버린다.
- 사이클 (Cycle)
  - 두 자루의 칼로 상대를 체크 무늬 형식으로 베어 버리는 기술.
- 곰의 벌(熊罰[9])
  - 작중에 등장한 기술.
- 폭포 끊기(滝斷[10])
  - 작중에 등장한 기술.
- 발도. 나생문(居合い 羅生門)
  - 마치 문이 열리듯이 모든 물체를 두 동강내어 베어버리는 기술.

1. 극락안양 나생문 - 나생문의 2년후 강화판. 에단바론 V 나스쥬로 성에게 사용했다.

- 72번뇌봉(72煩惱鳳)
  - 36번뇌봉의 이도류 버전. 2자루의 칼에서 각각 36번뇌봉이 나오기 때문에 36+36=72, 이런 형식으로 이름지어진 기술이다.
- 이참(貳斬[11])
  - 두 자루의 칼을 같은 방향으로 들고, 칼날이 적을 향해 가도록 한 후 베는 형식.

1. 등루(登樓[12]) - 아래에서 위로 공격하는 기술.
2. 응등루(應登樓[13]) - 위에서 아래로 공격하는 기술.
3. 섬(閃[14]) - 가로 방향으로 공격하는 기술.
4. 사문(砂紋[15]) - 대각선 방향으로 공격하는 기술.
5. 마웅(魔熊[16]) - 곰같이 뛰어올라 칼 두 자루를 아래로 세워 곰처럼 미는 기술, 상대방을 밀면서 자세를 무너뜨리기 때문에 싸움에서 유리한 위치를 선정할 수 있다.

- 대격검(大擊劍)
  - 2개의 두 검을 부서진 쌍절곤 모양을 한 커다란 돌 기둥 밑에 끼운 다음 빙글빙글 돌리면서 상대를 때리는 기술.[17]
- 720번뇌봉(720煩惱鳳)
  - 72번뇌봉의 10배의 위력으로 발휘하는 참격 기술.
- 클리어 랜스
  - 두 자루의 검을 허공에 내리쳐서 그 반동으로 날아오르는 기술.[18]

### 삼도류(三刀流)
- 도깨비 참수(鬼斬り[19])
  - 칼을 입에 문 상태에서 나머지 칼을 잡은 손을 엇갈리게 한 다음, 앞으로 전진하면서 두 팔을 좌우로 벌리며 적을 베는 기술. 치명상을 입힐 때 자주 사용

1. 불타는 도깨비 참수(焼 鬼斬り[20]) - 전신에 화염을 휘감으면서 상대에게 돌진해 도깨비 참수로 공격하는 기술.
2. 아리따운 악마. 잠 못드는 밤. 도깨비 참수(娜美魔 夜睡不 鬼斬り[21]) - 한 번에 여러 명을 벨 수 있도록 파워 업된 도깨비 참수. 그 엄청난 기백으로 인해 검이 일렁이며 흩날리는 악마 형상이 나타난다.
3. 연옥 도깨비 참수(煉獄 鬼斬り) - 자신의 주변에 엄청난 기백을 뿜어내면서 도깨비 참수로 공격하는 기술.[22]

- 호랑이 사냥(虎 狩り)
  - 칼을 입에 문 상태에서 나머지 칼을 어깨 뒤로 넘긴 다음 앞으로 전진하면서 베는 기술.

1. 극 호랑이 사냥(極 虎 狩り) - 호랑이 사냥과 동작은 같으나 파괴력이 한층 높아졌다.

1. 호호파(虎虎婆) 호랑이 사냥[23]

- - 위에서 아래로 내려치는 보통 호랑이사냥과 달리 옆 방향으로 벤다. 로브 루치 쓰러뜨릴 때 사용.
- 늑대 칼부림(刀狼流し[24])
  - 적의 기술을 물 흐르듯이 피하면서 유연하게 적을 3검으로 베어버리는 기술.
- 회오리바람(龍巻き[25])
  - 삼도류 자세에서 몸을 회전시키면서 회오리바람 형태의 참격을 일으키며 적을 베어 날려버리는 기술.
- 드래곤 회오리 치기
  - 세 자루의 칼을 휘둘러 위쪽으로 회오리바람 같은 참격을 날리는 기술.
- 투우 바늘 (牛針)
  - 조로의 기술중 수가 적은 찌르기 기술. 한순간에 8번 이상 찌른다.
- 꽃게 사냥(蟹狩り)
  - 칼을 위아래로 벌려 날이 마주보게 한 다음, 그 사이에 적의 목이 들어온 순간 꽃게가 집게발을 닫는 것처럼 내리쳐버리는 기술. 만약 성공하면 상대의 목이 동강난다.
- 108번뇌 봉(108煩惱鳳)
  - 36번뇌봉의 삼도류 버전으로 36+36+36=108. 이런 형식으로 지어졌다.
- 까마귀 마물 사냥(烏射揚[26])
  - 프랑키 패밀리에 쳐들어갔을 때 전방에 포탄이 날아들 때 사용한 기술.
- 귀신 소. 용조(鬼牛 勇爪)
  - 마치 귀신 소와 같은 기백과 함께 적의 기술을 헤치고 나아가는 기술. 말장난으로 읽으면 '속을 꽉꽉 채우는 것'이란 뜻과 비슷하다.
- 이강력참(二剛力斬[27])
  - 육체강화술 일강력라, 이강력라를 사용해 참격의 힘을 훨씬 더 증강시키는 기술. CP9 카쿠와의 전투에서 사용했다.
- 표. 금. 옥(杓. 琴. 玉[28])
  - 사냥감에게 덤비기 직전인 표범처럼 몸을 웅크렸다가 강한 회전과 함께 적에게 돌진하며 참격을 날리는 기술.
- 야차 까마귀(夜叉 烏)
  - 삼도류 자세에서 세 자루의 칼을 교차시킨 다음 앞으로 빠른 속도로 구르면서 까마귀의 발자국처럼 생긴 상처를 남기는 기술.
- 대. 불. 참(大. 佛. 斬り)
  - 공중 높이 뛰어올라 지그재그로 내려오면서 거대 불상을 베듯이 건물을 베어버리는 기술.
- 삼도류 오의. 삼천세계(三刀流 奧義. 三千世界)
  - 칼을 입에 문 상태에서 나머지 칼 두 자루를 회전시키다가 재빠르게 칼자루를 잡고 상대를 베어버리는 기술. 칼을 회전시키는 이유는 상대에게 혼란을 주기 위함이다.

1. 일대. 삼천대천세계(一大. 三千大千世界) - 위력이 한층 강화된 삼천세계. 공격 전 짧은 글을 읊는다.

- 삼도류 오의. 육도의 십자로(三刀流 奥義. 六道の辻[29])
  - 적이 볼 수 없을 정도의 매우 빠른 속도로 6번 베어내는 기술
- 삼도류 흑승. 대 소용돌이(三刀流 黑繩. 大渦旋[30])
  - 장시간 동안 적을 쓸어버리는 소용돌이를 만들어내는 기술.[31]
- 1080번뇌봉(1080煩惱鳳)
  - 108번뇌봉의 10배의 위력을 발휘하는 참격 기술.

### 염왕(閻王) 삼검류[32]
- 염왕 삼검류 연옥 도깨비 참수
  - 위력이 몇 배 더 강해진 연옥 도깨비 참수의 염왕 삼검류 버전. 엔마가 패기를 끌어낼 수 있을 때까지 끌어낸 후, 무장색 & 패왕색 두 패기를 나머지 2개의 검에 싣은 상태에서 쓰는 연옥 도깨비 참수.[33]
- 염왕 삼검류 극 호랑이 사냥
  - 극 호랑이 사냥의 염왕 삼검류 버전. 무장색 & 패왕색 두 패기를 검에 모두 싣은 상태라 평소에 쓰는 극 호랑이 사냥보다 위력이 더 몇배가 강력하다.
- 일백삼정 ·비룡시극(一百三情·飛龍恃極)
  - 엔마가 패기를 끌어낼 수 있을 때까지 끌어낸 후, 방출된 무장색 & 패왕색 두 패기를 나머지 2개의 검에 모두 싣은 상태에서 도깨비 참수 쓰는 비슷한 자세를 잡고 그대로 상대에게 돌진해 상대를 두 검으로 베는 기술. 킹(본명:알베르) 전 마무리 기술.[34]

### 육체강화술
- 일강력라(一剛力羅)
  - 이강력참의 시전 기술. 한 쪽 팔의 근육을 증강시키는 기술.
- 이강력라(二剛力羅)
  - 이강력참의 시전 기술. 나머지 팔의 근육도 증강시키는 기술.

### 귀기. 구도류(鬼氣. 九刀流)
- 아수라. 일무은(阿修羅. 一霧銀[35])
  - 자신의 기백만으로 환영분신을 만들어내어 세 명이 아홉 자루의 칼을 들고 있는 듯한 환각을 만들어내는 기술. 귀기(鬼氣)라는 이름이 붙는 이유는 이 아홉 자루의 검들이 전부 거짓의 환각이기 때문이다. 하지만 칼에서 뿜어져나오는 참격은 아홉 자루의 칼로 만든 것과 같기 때문에 엄청난 위력의 참격과 함께 적을 베어버린다.
- 아수라. 마구섬(阿修羅. 魔九閃)
  - 아수라 상태에서 순식간에 아홉 번의 참격을 가하는 기술. 같은 부위를 3번에 9차례씩 공격하기 때문에 효과적인 데미지를 입히는데에는 제격인 기술.
- 아수라. 천위(阿修羅. 穿威)
  - 10기 극장판 Strong World에서 인디고를 쓰러뜨릴 때 썼던 기술. 아수라 상태에서 돌진하여 1바퀴 회전하며 적을 베어버린다. 이 기술에 베인 적은 공중으로 튕겨저 나가며 추락하는 동시에 베인 곳이 붉게 부풀러 올라오면서 엄청난 폭발을 일으킨다.
- 발검(㧞劒) 아수라. 망자의 장난(阿修羅. 亡者戱)[36]
  - 아수라 상태에서  온 몸에 힘을 어서 강한 기백 상태에서 빠른 속도로 한바퀴 회전하는 동시에 달려가 베어버리는 기술.[37]

### 연계 기술
- 아르메 드 레르 파워 슈트(Armee de l' Rer Power Shoot)
  - 상디+조로의 합동 기술. 상디의 다리에 조로를 싣은 다음 발차기로 조로를 날려보낸다.
- 아르메 드 레르 파워 슈트 + 대격검(Armee de l' Rer Power Shoot + 大擊劍)
  - 상디, 프랑키, 조로의 합동기술. 프랑키가 만든 거대 쌍절곤에 칼을 꽂아서 들고 아르메 드 레르 슈트를 이용해 돌진한 다음 쌍절곤으로 내려치는 기술.
- 니 크러쉬(Knee Crush)
  - 우솝, 쵸파, 프랑키, 조로의 합동기술. 우솝과 쵸파가 거짓말로 주의를 끄는 동안 조로와 프랑키가 양 무릎에 크러쉬를 먹이는 기술.
- 고무고무 300번뇌 캐논(고무고무 300煩惱 Cannon)
  - 루피, 조로의 합동기술. 조로의 108번뇌봉, 루피의 고무고무 개틀링을 동시에 쓴 기술이다. 원래 둘이 합쳐지면 216번뇌봉이 되지만 읽으면 길어서 어렵다는 루피의 의견에 따라 300번뇌봉으로 개명했다.
- 6억 베리 잭팟(600,000,000 Belly Jack Pot)
  - 루피, 조로, 상디, 로빈, 프랑키의 합동기술. 각자의 주 공격기를 동시에 사용한다. 5명의 현상금을 합하면 6억 2100만 베리(3억+1억 2000만+7700만+8000만+4400만)지만 줄여서 6억 베리로 하여 이름을 붙였다.
- 삼도류. 고무고무. 디아블 무톤. Jet 600번뇌 캐논(三刀流. 고무고무. Diable Muton. Jet 600煩惱 Cannon)
  - 루피, 상디, 조로의 합동기술. 조로의 108번뇌봉, 루피의 고무고무 Jet 개틀링, 상디의 디아블 잠브. 무톤 슛이 합쳐진 공격 기술. 조로와 루피의 고무고무 300번뇌 캐논에 상디까지 가세해 x2가 되었다.

## 행적
조로는 어렸을 때 여러 도장의 강자를 재패하며 살아갔다. 어느 날 이스트 블루 시모츠키 마을의 검도장에서 故 쿠이나(KBS 더빙판 : 퀴나)에게 도전을 하였지만 진 것을 계기로 코우시로의 검도장에 입단하게 된다. 코우시로는 故 쿠이나[KBS 더빙판 : 퀴나]라는 딸이 있었다. 조로는 날마다 故 쿠이나[KBS 더빙판 : 퀴나]에게 도전하였지만 수없이 패배하였다.
어느 날, 故 쿠이나(KBS 더빙판 : 퀴나)는 화도일문자(KBS 더빙판 : 천무보검)를 꺼내려다 실족사하고, 조로는 쿠이나(KBS 더빙판 : 퀴나)와 한 세계 제일의 검객이 되겠다는 약속을 지키기로 결심한다.
8년간의 수련을 하고 故 쿠이나(KBS 더빙판 : 퀴나)와의 약속을 지키기 위하여 여행을 하게 된다
하지만 쥬라큘 미호크를 찾는 도중 길을 잃고 말고 해적을 잡아 조니, 요삭과 함께 현상금 사냥꾼으로 활동해 생계를 이어나갔다 조로는 한 여자아이를 구해주려고 해군 대령 모건에게 잡혀 며칠동안 묶여 있다가 이것을 본  루피에 의해 구출되고, 조로는 루피의 첫 번째 동료가 된다.
그 후, 루피와 다른 '밀짚모자 해적단'의 동료들과 그랜드 라인의 많은 섬에서 모험을 하며 힘을 기르고 그 과정에서 '1억 2천만 베리'의 현상금이 붙게 된다.(2년 후에는 드레스로자에서 피카 등 돈키호테 패밀리를 쓰러트리며 현상금이 '3억 2천만 베리'로 상승한다.)
하지만, 샤본디 제도의 결전에서 패배하여 칠무해 바솔로뮤 쿠마에 의해 스파다우 왕국의 폐허가 된 성에 날아가버린 롤로노아 조로는 자신의 '적' 이자 최대의 목표인 미호크를 스승으로 삼고 2년 동안 수련을 받는다.
2년 후, 밀짚모자 해적단에 재결합한 조로는 파시피스타를 쓰러뜨리는 등 뛰어난 수련성과를 보인다. 그리고, 루피를 비롯한 자신의 동료들과 함께 어인섬으로 향하게 된다.
그 이후, 드레스로자에서 피카를 물리친 뒤 네 명의 일당과 동맹을 맺은 로와 함께 조에 도착했으며, 조에서 자신이 속하는 밀짚모자 해적단과 하트해적단, 밍크족, 와노쿠니의 사무라이(킨에몬, 코즈키 모모노스케, 라이조, 칸주로)와 '닌자 해적 밍크 사무라이' 동맹을 맺는다. 현재는 와노쿠니에서 낭인 '조로주로'로 행동하고 있다. 현재 슈스이를 반납하고 코즈키 오뎅의 검 엔마를 쓰고 있다.

## 전투 상대
- 쿠이나[39]
  - 어릴적 2000번이 넘게 패배. 그리고 쿠이나[40]가 죽는 바람에, 승리를 한 적이 한번도 없다. 죽었기에 다시는 싸울 수도 없는 상대[41]
- 모건 대령
  - 모건이 루피를 내리치려고 할 때 조로가 공격해서 가볍게 승리.
- 버기
  - 허리에 칼을 맞고 빈사 상태로 도망. (조로 VS 버기로만 보자면 패배, 따지고 보면 너무 상성이 나쁘고 초반이라서 현재 다시 싸우면 어찌될지는 불명)
- 캐버디
  - 버기로 인해 빈사 상태가 되어가는 도중에 힘겹게 승리.
- 샴 & 뿌찌
  - 샴은 가볍게 베어버렸고, 뿌찌는 여러번 거듭해서 공격한 뒤에나 승리.
- 쥬라큘 미호크
  - 장난감 칼에 밀리다가 조로의 검사로써의 정신을 알아챈 미호크가 흑도 요루로 상대, 조로는 삼천세계로 공격했지만 결국 패배. 치명상을 입었지만 미호크가 죽기는 아직 이르다며 살려주었다. 조로는 이 싸움 이후 두번 다시 패배하지 않겠다고 자신의 칼을 들고 맹세하였다. 한편 이 싸움때문에 조로의 칼 중 2자루는 동강나고 말았다.
- 하찌[42]
  - 쥬라큘 미호크와의 전투의 상처로 인해 힘들게 승리.
- 아론
  - 물대포 1방에 패배.
- 네즈미 대령
  - 일방적으로 승리[43]
- 타시기[44]
  - 로그 타운에서는 가볍게 승리, 레인 베이스에서는 조로가 전투를 하지 않고 도망감.
- Mr.5
  - 루피랑의 전투에서 방해된다고 베어버림. (승리) 밀랍이 녹으면서 불속에서 도깨비 참수로 이김. 이 때 조로의 칼에는 불이 붙었는데 조로는 "불 타는 검도 나쁘지 않군"이라고 언급했다.
- 미스 발렌타인
  - 루피를 설득하는 도중에 기술을 피해서 혼자 자기기술에 당함. (승리)
- 몽키 D. 루피
  - 나미로 인해 전투가 중단됨.[45] (비김 판정)
- Mr.3 & Miss.골든위크
  - 나미 모양의 밀랍에게 속아서 특별 무대에 세워짐. (패배)
- Mr.1[46]
  - 마지막에 힘겹게 사자의 노래로 승리.[47]
- 브라함
  - 36 번뇌봉으로 승리.
- 오움
  - 108 번뇌봉으로 승리.
- 홀리
  - 누구의 명령도 따르기 때문에 머리치고 기절할 것을 명령해서 승리.
- 와이퍼
  - 오움과 홀리로 인해 전투를 미뤘다가, 에넬로 인해 전투를 중단한다. (비김 판정)
- 갓 에넬
  - 자꾸 덤비지만, 번개의 능력으로 인해 패배.
- 상디
  - 지옥의 링 대결하기전에 상디와 말다툼하며 치고받고 싸우지만, 승부는 나지 않음.(비김)
  - 2년동안 더 강해진 실력을 보여주고자 상디와 막상막하로 대결하지만, 승부는 나지 않음.(비김)
  - 극장판 5기에서 마야의 구슬을 빼았으려하자 자신 앞을 가로 막은 상디와 대결하는 도중 상디가 방심한 사이 상디를 날려버림.(승리)[48]
- 햄버그 & 피클스 & 빅 빵
  - 상디와의 협공으로 승리.
- 쿠잔
  - 루피와 상디랑 같이 싸우지만, 얼음얼음 열매 능력으로 인해 몸이 얼어붙음.(패배)
- 프랑키 패밀리
  - 이도류 사이클로 간단히 승리.
  - 프랑키 하우스에 쳐들어가 프랑키 패밀리들을 모두 쓰러뜨림.(승리)
- 카쿠
  - 카쿠의 지건으로 쓰러짐. (패배)
  - 그 후 에니에스 로비에서 9도류 아수라 일무은으로 승리.[49] 이 싸움에서 조로의 신기술이 매우 많이 나왔다.
  - 2년후 다시  각성한 상태의 카쿠와 싸우지만, 쉽게 쓰러뜨린다.(승리)
- 로브 루치
  - 루치의 킥으로 날아감. (패배)
  - 호호파 호랑이사냥으로 승리.
- T본
  - 로켓맨을 베어 버리려는 T본 대령을 베어버림.[50] (승리)
- 슈 대령
  - 슈의 녹녹 열매 능력으로 유바시리[KBS 더빙판 : 설검]를 잃고 관절이 부식되어 패배. 하지만 우솝이 필살 화염성을 이용해 기습공격을 하여 구해준다.[51] 이 싸움에서 조로의 칼인 유바시리(KBS 더빙판 : 설검)

를 잃었다. 슈가 칼을 손으로 잡자마자 칼이 부식되었기 때문.
- 마이클 & 호이클
  - 아주 쉽게 승리.[52]
- 헤르메포
  - 쿠크리 나이프를 휘두르며 덤벼든 헤르메포를 가볍게 제압. (승리)
- 페로나
  - 네거티브 고스트에게 닿는바람에 좌절. 우솝에게 맡기고 물러남. (패배)
- 검호 류마(본명:시모츠키 류마)
  - 일도류 비룡화염으로 승리. 흑도 슈스이를 넘겨받음.
- 마인 오즈
  - 동료들과 협공을 펼쳤으나 맞고 기절. (패배)
- 겟코 모리아
  - 동료들과의 요격으로 승리.
- 바솔로뮤 쿠마
  - 루피의 고통을 대신 받겠다고 자청했다. 상대를 제압하지 못했기 때문에 패배로 인정.
- 파시피스타 (PX-4)
  - 동료들과의 요격으로 가까스로 승리.[53]
- 키자루
  - PX-4와 전투후에 센토마루와 PX-1도 나타나 도주중 키자루 대장이 빔으로 습격을 해 쓰러졌다. (패배)
- 개코원숭이떼
  - 바솔로뮤 쿠마에 의해 날아간 쿠라이가나 섬의 전사 동물. 심한 상처를 입은 몸 임에도 불구하고 모두 쓰러트렸다. (승리)
- Dr. 인디고
  - 인디고의 케미컬 저글랑과 메스 저글링에 고전하지만, 아수라 천위로 승리.
- 신세계 해적단
  - 어인섬에 가려고 했던 해적단의 배를 두동강 내버렸다. (승리)
- 파시피스타 PX-7
  - 상디와의 협공으로 순식간에 파괴해 버림. (승리)
- 크라켄
  - 루피, 상디와 함께 협공(2년동안 배운 신기술)으로 쓰러 뜨렸다.(승리)
- 넵튠 & 용궁 병사들
  - 나미, 우솝, 브룩과의 협공으로 제압해 버렸다. (승리)
- 호디 존스
  - 결국 우솝, 브룩과 함께 붙잡히고 말았지만 호디와의 대결에서 불리한 상황에도 불구하고 호디를 베었다. (승리)
- 도슨
  - 루피에게 덤벼든 도슨을 단숨에 제압해 버렸다. (승리)
- 신 어인 해적단 잔당들
  - 2년간 강화된 흑승 빅 드래곤회오리치기로 모두 날려버린다.(승리)
- 효조
  - 검에 맹독을 발라 덤벼든 효조를 연옥 도깨비 참수로 승리.
- '펑크 하자드'의 드래곤
  - 처음엔 드래곤이 내뿜는 불때문에 고전하지만, 마지막엔 사(死). 사자의 노래로 드래곤의 목을 한번에 베어버림. (승리)
- 록 & 스카치
  - 갑작스런 록과 스카치의 기습 공격에 상디와 브룩이랑 같이 당하고 만다.(패배)
- 모네
  - 자신을 베지 못할 것이라 생각한 모네의 예상을 깨고 베어버림. 패기는 쓰지 않았지만(이때 쓴 기술이 일도류 대신감) 모네는 공황상태에 빠져 신체를 재생할 수 없게 되었다. (승리)
- 피카
  - 도플라밍고의 방으로 가려는 루피와 비올라를 위해 피카와 싸우나, 슈거의 기절로 장난감들이 인간으로 돌아오는 동시에 피카가 사라져 버림. (비김)
  - 이후 피카가 왕의 대지를 공격하려 하자 올럼버스에게 도움을 청한 다음, '킬러 볼링'으로 조로를 날린다. 그리하여 공중에 날린 상태에서 검에 무장색을 싣어 일대.삼천대천세계로 석상을 베어버린 후, 피카가 석상에서 빠져나와 덤비자 삼천세계로 승리.[54]
- 캐럿
  - 자신을 급습한 캐럿한테 검을 휘두르는 동시, 높게 점프를 해서 조로의 공격을 가볍게 피한 후에 공중에 떠 있는 상태에서 발톱으로 공격하는 순간 검으로 막아낸다.(비김) 이후, 갑자기 나타난 완다에 의해 중지됨.
- 와노쿠니의 봉행(행정부처의 장관)
  - 사건의 진짜 범인인걸 알아치고는 할복용 칼로 참격을 날려 베어버림.(승리)[55]
- 바질 호킨스 & 호킨스 해적단
  - 짚짚 열매 능력자인 호킨스, 호킨스 해적단이랑 싸우지만, 코마치요가 갑자기 도망치는 바람에 승부는 나지 않음.(비김)[56]
- 규키마루(본명:오니마루)
  - 슈스이를 몰래 훔쳐간 규키마루랑 대결 하는 도중, 카마조에게 공격을 당하는 히요리와 토코를 구하기 위해 카마조랑 대결하면서 싸움이 중지됨. (비김)[57]
  - 이후, 슈스이를 되찾으려 링고 다리까지 가서 규키마루를 제압하는데 성공한다.(승리) 이후, 다시 자신과 싸우려는 규키마루와 승부를 보는 순간 카와마츠가 대결을 중지함.(비김)
- 카마조(킬러)
  - 카마조(킬러)가 휘두른 낫에 한 쪽 팔에 부상을 입지만, 카마조(킬러)의 낫을 빼앗은 뒤에 낫을 입에 물고 연옥 도깨비참수로 승리. 카마조(킬러)를 쓰러뜨린 후, 배가 고파서 쓰러짐.[58]
- 故 쇼군(쿠로즈미 오로치)
  - 故 시모츠키 야스이에가 감옥소에서 처형을 당한 후, 죽은 야스이에의 사체 옆에서 울고 있는 토코를 향해 총을 쏘는 순간, 상디와 함께 그 공격을 막는다.(비김)
  - 이후, 오로치를 향해 720번뇌봉을 날리지만, 쿄시로가 자신의 공격을 검으로 막는다.(비김)
- 쿄시로(덴지로)
  - 오로치를 공격하는 도중, 자신의 공격을 검으로 막은 쿄시로와 격돌 하지만  '오로치 오니와반슈' 패거리 중 자신한테 총을 쏘면서 승부가 나지 않음.(비김)
- 오로치 오니와반슈(쇼군 직속 닌자부대)
  - '꽃의 도읍' 변두리 숲에서 오로치 오니와반슈 부대를 모두 쓰러뜨림.(승리)
- X  드레이크
  - X  드레이크와 검을 맞대며 대결 중 갑자기 나타난 스크래치멘 아푸에게 둘이 동시에 공격하는 바람에 승부가 나지 않음.(비김)
- 스크래치멘 아푸
  - X 드레이크와 같이  아푸와 싸우는 도중에 X 드레이크가 아푸를 공격하는 동시에 아푸를 쓰러뜨림.(승리)
- 카이도
  - 패왕색 패기를 두른 상태에서 '망자의 장난'으로 카이도를 베지만 트라팔가 로와 같이 뇌명팔괘 맞는다.(패배)
- 킹(알베르)
  - 검에 패왕색 패기를 두른 상태에서 일백삼정 비룡시극으로 승리.[59]

- 제트(제파)
  - 루피, 상디와 같이 제트랑 싸웠지만, 제트의 압도적인 힘에 당하고 만다.(패배)[60]
- 아인
  - 뒤로뒤로 열매 능력과 2개의 검을 사용해 싸우는 도중, 아인이 갑자기 사라짐.(비김)
  - 이후, 삼도류 청룡인 유수로 승리.
- 길드 테소로
  - 테소로에게 공격하는 동시 이미 뿌려진 황금입자가 몸에 들어가면서 온 몸이 황금으로 바뀌면서 움직일 수 없게 된다.(패배) 이후, 몸이 황금으로 바뀐 조로를 거대한 황금 안에 가둬놓는다.
  - 다이스랑 싸우는 도중에 자신이 양손에 쥐고 있던 검 2자루를 테소로가 황금으로 모두 묶어버린다.(패배)
- 다이스
  - 흑도 사. 사자의 노래로 쓰러뜨림.(승리)[61]

## 특이 사항
- 남코의 소울칼리버 3에서 캐릭터 창조로 등장한다.